# 嘉陵区
嘉陵区是中国四川省南充市所辖的一个市辖区。总面积1179平方公里。

## 行政区划
嘉陵区下辖5个街道办事处、19个镇、2个乡：
火花街道、都尉街道、文峰街道、西兴街道、南湖街道、曲水镇、李渡镇、吉安镇、龙岭镇、金凤镇、安福镇、安平镇、世阳镇、大通镇、一立镇、龙蟠镇、里坝镇、金宝镇、三会镇、双桂镇、七宝寺镇、河西镇、盐溪乡和大兴乡。

## 历史沿革
商周为巴国地。战国后期，为秦国所置阆中县之域。
汉高祖五年（公元前202年），刘邦为纪念纪信舍身保刘安汉之功，在纪信家乡设安汉县，嘉陵区属之。
隋开皇十八年（公元598年），安汉县更名为南充县，嘉陵区仍属之。之后，南充建置发生多次变更，嘉陵一直隶属南充县。清宣统二年（公元1910年），南充县划分为六区，现嘉陵所辖区域为当时的南区和西区。
1949年12月10日中共控制南充。1950年至1993年，现嘉陵辖区一直分属于南充县、南充市（县级）。
1993年7月，撤销南充地区、南充市（县级）、南充县，设立南充市（地级），辖原南充地区的南部县、西充县、仪陇县、蓬安县、营山县和新设立的顺庆、高坪、嘉陵三区（县级），代管省辖阆中市。嘉陵区因地处嘉陵江而得名，是新组建的县级行政区，由原南充市、南充县所辖部分乡镇组成。